# Kabelwegmetrobrug
De Kabelwegmetrobrug (brug 1663) is een bouwkundig kunstwerk in Amsterdam-Westpoort.

## Kabelwegmetrobrug
Het viaduct waarop vanaf 28 mei 1997 de Amsterdamse Metrolijn 50 heen en weer rijdt werd speciaal voor die metrolijn aangelegd. Per 3 maart 2019 kwam daar metrolijn 51 bij. Men wilde bij de bouw als gevolg van de vele ongelukken op de Amstelveenlijn met gelijkvloerse kruisingen dat bij deze lijn voorkomen. Alle kruisingen werden ongelijkvloers aangelegd. Dat moest hier ter plaatse niet zo moeilijk zijn, want er lag in de vorm van brug 1937 al een spoorviaduct uit circa 1982 over de Kabelweg. De onderliggende Kabelweg kreeg ter plaatse twee tunnelbakken (rijverkeer en voetgangers/fietsers). Direct ten oosten van het viaduct begint het rangeerterrein behorende bij het metrostation Isolatorweg en bijbehorend opstelterrein en metrowashal. De Kabelwegmetrobrug is het eerste na en het laatste voor het eindstation Isolatorweg, dat zelf ook op een kunstwerk ligt. De overspanning wordt verzorgd door betonnen liggers; de brug is gelegd in een halfhoog dijklichaam. Het jaar van de bouw is in het beton uitgespaard (1995).
Ondanks dat de weg onder het viaduct verdiept is aangelegd is de doorrijhoogte slechts 3,3 meter. Om deze reden kon de geplande inzet van elektrische bussen met op het dak aanwezige elektrische apparatuur op de onder het viaduct rijdende bus 36 geen doorgang vinden. In het verleden bleek ook een ingezette touringcar op een daar toen rijdende spitslijn te hoog en liep vast onder het viaduct. Sinds 12 december 2021 rijdt lijn 36 niet meer over de Kabelweg en onder het viaduct waarmee het probleem is vervallen.
De brug ging jarenlang naamloos door het leven. In 2017 besloot de gemeenteraad van Amsterdam bijna alle kunstwerken in de metrolijnen in een keer een naam te geven, vaak gerelateerd aan de onderliggende weg. De brug is vernoemd naar de Kabelweg, die op haar beurt vernoemd is naar de (ligging van de) elektriciteitskabels tussen Centrale Hemweg en de stad.

## Brug 1937
Direct ten noorden maar dan op maaiveldniveau ligt de Brug 1937 uit circa 1982, ook deze is geheel uitgevoerd in beton. De brug ligt laag over de weg; de doorrijhoogte is slechts 3,3 meter. Ze ligt in het traject Station Amsterdam Centraal en het hooggelegen gedeelte van Station Amsterdam Sloterdijk in de Spoorlijn Amsterdam Centraal - Schiphol.

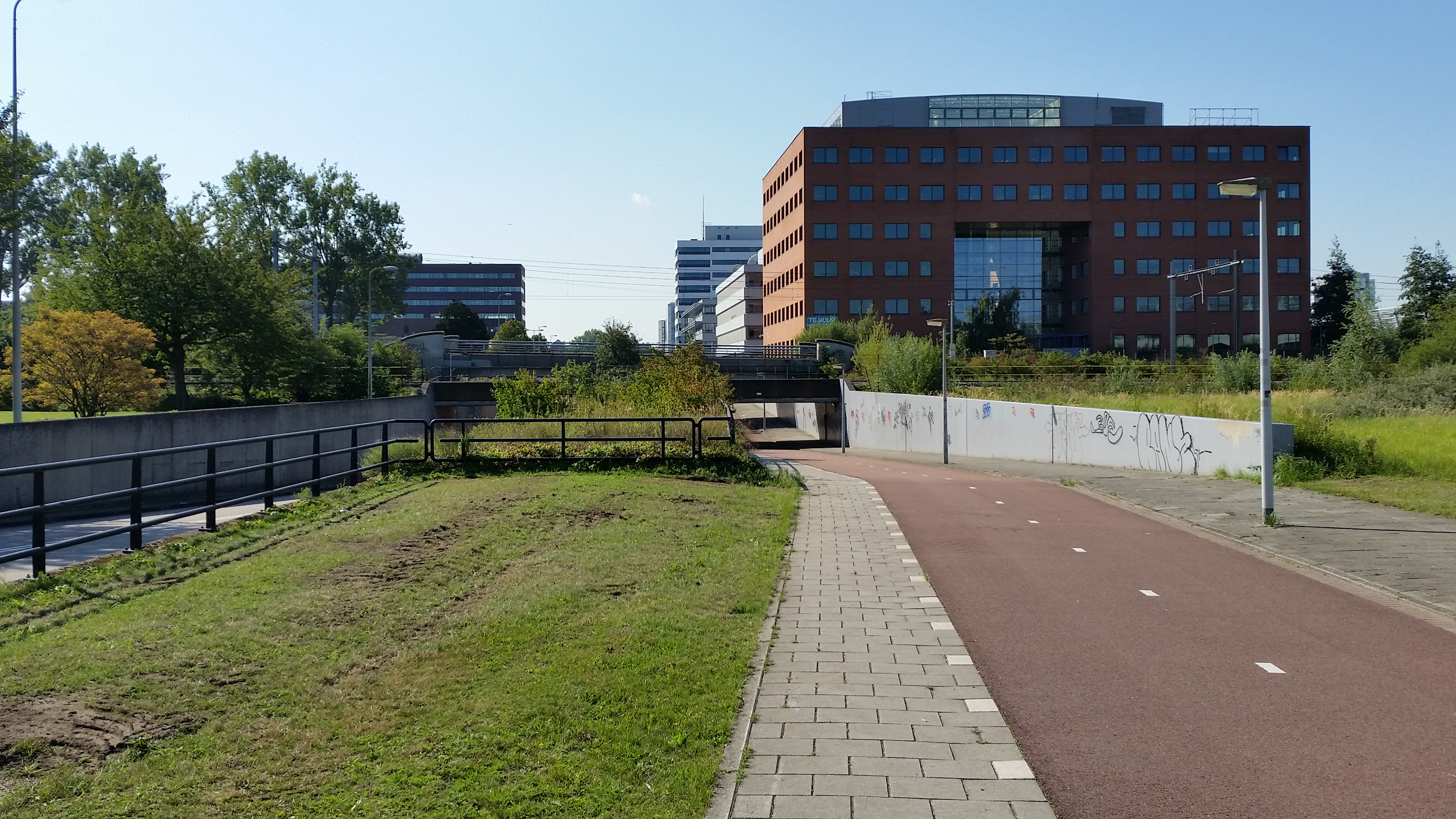
Brug 1937 (september 2020)

<<< · 1601 · 1602 · 1603 · 1604 · 1605 · 1606 · 1607 · 1608 · 1609 · 1610 · 1611 · 1612 · 1613 · 1614 · 1615 · 1616 · 1617 · 1618 · 1619 · 1620 · 1621 · 1622 · 1623 · 1624 · 1625 · 1626 · 1627 · 1629 · 1630 · 1633 · 1634 · 1635 · 1636 · 1637 · 1638 · 1639 ·  1640 · 1641 · 1642 · 1643 · 1644 ·  1645 · 1646 · 1647 · 1648 · 1649 · 1650 · 1651 · 1652 · 1653 · 1654 · 1655 · 1656 · 1657 · 1658 · 1659 · 1660 · 1661 · 1662 · 1663 · 1664 · 1695 · 1696 · 1697 · >>>
Brugnummers  1600, 1628, 1632, 1665-1694, 1698, 1699 zijn niet vergeven. Brug 1631 is in 2019 gesloopt.